# KP Весов
KP Весов (лат. KP Librae) — одиночная переменная звезда в созвездии Весов на расстоянии (вычисленном из значения параллакса) приблизительно 11715 световых лет (около 3592 парсеков) от Солнца. Видимая звёздная величина звезды — от +14,2m до +13,6m.

## Характеристики
KP Весов — пульсирующая переменная звезда типа RR Лиры (RRC).